# ACEL Chopinzinho
A ACEL Chopinzinho é uma equipe profissional de futsal da cidade Chopinzinho, no Paraná.

## Títulos
| Competição                                    | Títulos | Temporada |
| --------------------------------------------- | ------- | --------- |
| Campeonato Paranaense de Futsal - Chave Ouro  | 1       | 2022      |
| Campeonato Paranaense de Futsal - Chave Prata | 1       | 2019      |